# Dolgoprudnyj
Dolgoprudnij (ryska Долгопру́дный) är en stad i Moskva oblast i Ryssland. Staden har en yta på 30,51 km2, och den hade 98 788 invånare år 2015.